# الظهر (مبين)

تعديل مصدري - تعديل

الظهر هي إحدى قرى عزلة بني عكاب بمديرية مبين التابعة لمحافظة حجة، بلغ تعداد سكانها 942 نسمة حسب تعداد اليمن لعام 2004.